# Kocaelispor

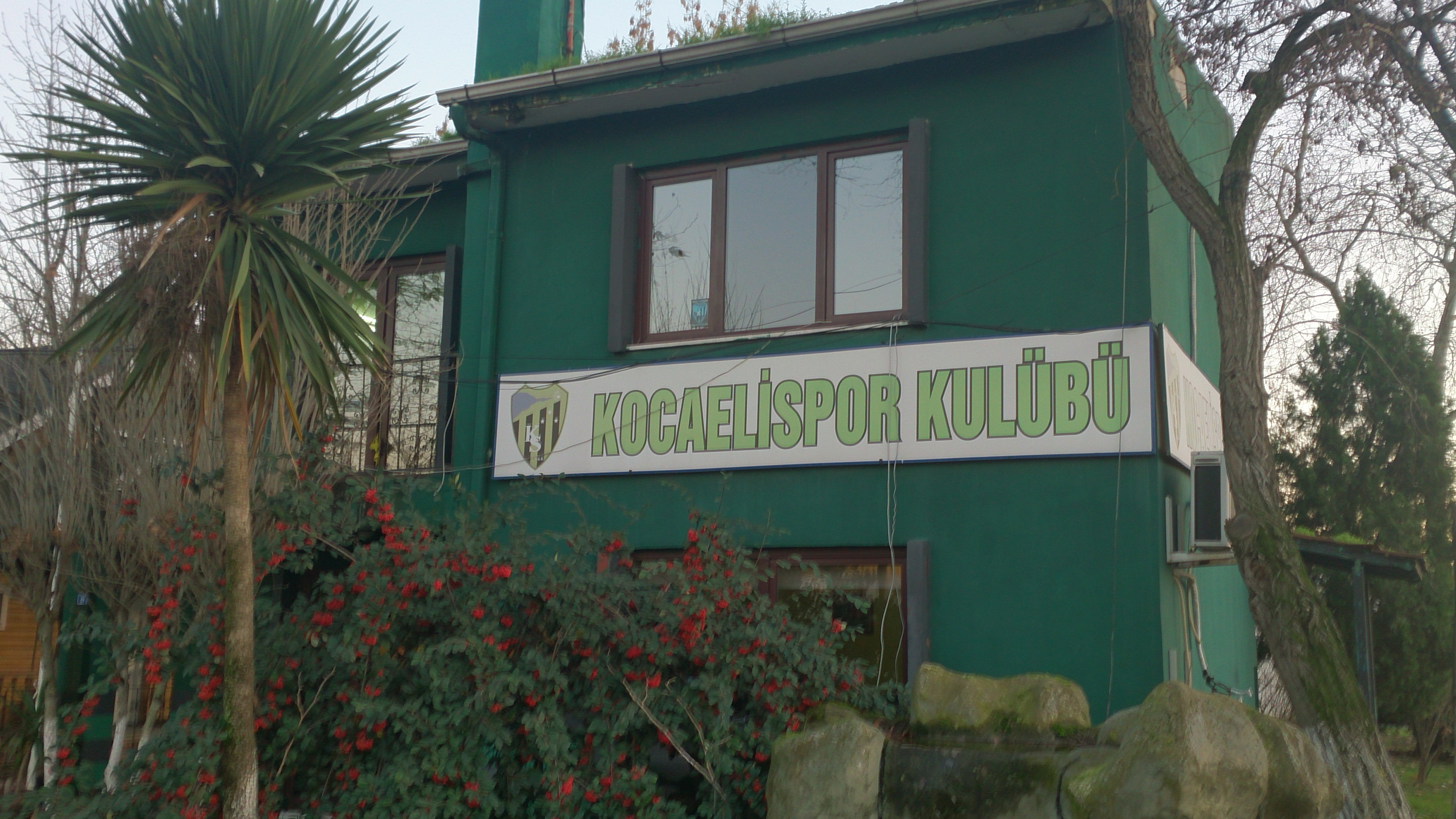
Kocaelispor Klubhaus in İzmit

Kocaelispor ist ein türkischer Sportverein aus İzmit in der Provinz Kocaeli, gegründet am 24. April 1966. Nach mehreren Jahren in der Zweit- und Drittklassigkeit kehrte der Verein mit dem Aufstieg am 19. April 2025 in die Süper Lig zurück – erstmals nach 16 Jahren.
In den 1980er-, 1990er- und 2000er-Jahren spielte Kocaelispor insgesamt 20 Spielzeiten in der Süper Lig und belegt in der Ewigen Tabelle dieser Liga den 13. Platz. Die erfolgreichsten Erstligajahre waren 1992/93 (Herbstmeister und 4. Platz) und 1995/96 (5. Platz).
Zu den größten Erfolgen zählen die türkischen Pokalsiege 1996/97 und 2001/02. Der Club trägt seine Heimspiele im Yıldız Entegre Kocaeli Stadyumu aus, das seit 2018 besteht und 33.000 Zuschauer fasst. Die Vereinsfarben sind Grün und Schwarz, und die treue Fanbasis, namentlich die Ultra-Gruppe Hodri Meydan, verleiht dem Verein seine starke Identität.

## Geschichte

### Gründung
Wichtigste Abteilung des Vereins ist der Fußball. Kocaelispor wurde am 24. April 1966 durch die Fusion der drei lokalen Vereine Baçspor, İzmit Gençlik und Doğanspor gegründet. Der Klub spielte von 1980 bis 1988 sowie von 1992 bis 2003 in der Süper Lig, der höchsten türkischen Spielklasse. Danach folgte ein langer sportlicher Niedergang.

### Aufstieg und Fall
In der Saison 2007/08 stieg Kocaelispor als Meister der TFF 1. Lig erneut in die Süper Lig auf. Der direkte Klassenerhalt gelang jedoch nicht – die Mannschaft stieg bereits nach einer Saison wieder ab. In den folgenden Jahren rutschte der Verein weiter ab: 2010 folgte der Abstieg in die TFF 2. Lig, 2012 der Abstieg in die TFF 3. Lig (vierte Liga).
Die finanzielle Lage verschlechterte sich dramatisch, insbesondere durch hohe Investitionen in den 2000er-Jahren. Um den sportlichen Erfolg zu sichern, wurden zahlreiche Leistungs- und ausländische Spieler verpflichtet – doch die wirtschaftliche Stabilität blieb aus. Bis 2011 war der Klub nahe dem Bankrott. Ein geplanter vollständiger Neustart unter dem Namen „Kocaeli FK“ sollte Körfez Belediyespor als offizielle Zweitmannschaft benutzen. Diese Strategie zielte darauf ab, über einen neuen Namen und frisches Kapital (lokale Sponsoren) beide Vereine zu unterstützen und die Erfolgsgeschichte Kocaelispor fortzuführen. Der türkische Fußballverband (TFF) lehnte dies mit Verweis auf traditionelles Vereinsrecht und Namensklarheit ab. In der Folge wurde entschieden, den Namen „Körfez FK“ zu verwenden, um die geographische Herkunft und finanzielle Neuorientierung transparent zu machen. Kocaelispor wurde offiziell aufgelöst, und nahezu alle Spieler erhielten neue Verträge bei Körfez FK. Dennoch erlaubten Gläubiger dem Verein, mit einem Kader aus Jugendspielern im Ligabetrieb zu verbleiben.

### Finanzielle Konsolidierung und Rückkehr
2012 musste das vereinseigene Trainingszentrum „Sefa Sirmen Tesisleri“ verkauft werden; Training fand zukünftig auf wechselnden Plätzen statt. Im Januar 2013 startete der Verein eine SMS-Spenden-Kampagne zur Tilgung von rund 70 Millionen Lira Schulden.
Am 30. Spieltag der Saison 2013/14 besiegelte die 0:1-Niederlage gegen İstanbulspor den Abstieg in die Amateurliga Bölgesel Amatör Lig, womit Kocaelispor erstmals seit 48 Jahren nicht mehr im Profifußball vertreten war.

### Rückkehr zum Profifußball
In der Saison 2015/16 erreichte der Verein den sofortigen Wiederaufstieg in die TFF 3. Lig und kehrte damit 2016 ins Profifußball zurück.
Im November 2016 erhielt Kocaelispor von der FIFA eine Zahlungsaufforderung bezüglich ausstehender Transferzahlungen an den serbischen Klub Roter Stern Belgrad (800.000 €); bei Nichtzahlung drohte ein Zwangsabstieg.
2021 gelang der Aufstieg in die TFF 1. Lig. In der Saison 2024/25 beendete Kocaelispor diese auf einem der Aufstiegsplätze und kehrte am 19. April 2025 mit einem 2:0-Heimsieg gegen Gençlerbirliği in die Süper Lig zurück – erstmals seit 2009.

## Fans
Kocaelispor besitzt eine der leidenschaftlichsten Fanbasen der Türkei, insbesondere in der Region Kocaeli und im weiteren Marmaragebiet. Auch in Zeiten des sportlichen Niedergangs verfolgten tausende Anhänger die Spiele des Vereins in unteren Ligen.
Die größte und bekannteste Ultra-Gruppe ist Hodri Meydan, die Ende der 1980er Jahre gegründet wurde. Der Name bedeutet so viel wie „Wag es!“ und steht für bedingungslose Unterstützung und Entschlossenheit. Die Gruppe ist bekannt für große Choreografien, laute Unterstützung und kreative Tribünenaktionen.

### Einfluss und Konflikte
Hodri Meydan nimmt regelmäßig Einfluss auf vereinsinterne Entwicklungen. Im April 2025 äußerte sich die Gruppe kritisch zu geplanten Umbauten im Stadion, insbesondere zur möglichen Verlegung ihrer angestammten Tribüne („Maraton“):
„Unutmayalım Kocaelispor’umuzun kalbi Maraton’dur!“
Im Mai 2025 folgte eine weitere öffentliche Kritik an der Vereinsführung in Zusammenhang mit fehlender Kommunikation gegenüber der Fanbasis.

### Trauer und Solidarität
Im März 2017 zog sich Hodri Meydan nach dem gewaltsamen Tod eines Anhängers (Serhat Boz) aus Respekt vom Spielbetrieb zurück und verzichtete auf die Unterstützung beim folgenden Auswärtsspiel.

### Fankultur
Die Fankultur von Kocaelispor ist bekannt für Gesänge, Trommeln und aufwändige Choreografien. Hodri Meydan arbeitet mit rund 38 Subgruppen innerhalb der Region zusammen, um Aktionen und Auswärtsfahrten zu organisieren.

### Freundschaften und Rivalitäten
Langjährige Fanfreundschaften bestehen zu Eskişehirspor und Antalyaspor. Zu den größten Rivalitäten zählt das traditionsreiche Derby gegen Sakaryaspor, auch als „Körfez-Derby“ bekannt.

## Stadion
Kocaelispor trug seine Heimspiele bis 2018 im İsmetpaşa Stadyumu aus, einem traditionsreichen Stadion im Stadtzentrum von İzmit. Dieses Stadion wurde 1972 eröffnet und war über Jahrzehnte hinweg die Heimstätte des Vereins. Im Mai 2018 fand hier das letzte Spiel statt, bevor das Stadion abgerissen wurde. An seiner Stelle entstand der Park Derince Millet Bahçesi.
Seit 2018 trägt Kocaelispor seine Heimspiele im modernen Yıldız Entegre Kocaeli Stadyumu aus, das sich im Stadtteil Alikahya südwestlich des Stadtzentrums von İzmit befindet. Das Stadion wurde am 1. September 2018 eröffnet und bietet Platz für 33.000 Zuschauer. Es verfügt über moderne Einrichtungen und entspricht den aktuellen Standards für Fußballstadien.
Um die Erreichbarkeit des Stadions zu verbessern, plant die Stadtverwaltung den Bau einer neuen Tramverbindung, die das Stadion direkt an das öffentliche Verkehrsnetz anschließen wird. Die geplante Tramlinie wird etwa 3,8 Kilometer lang sein und sechs neue Haltestellen umfassen. Die Fertigstellung ist für 2026 vorgesehen. Diese Maßnahmen sollen die Anreise zum Stadion erleichtern, den Verkehr in der Region entlasten und den öffentlichen Nahverkehr insgesamt verbessern.

## Erfolge
Nationale Titel
- Türkei Türkischer Pokalsieger: 1996/97, 2001/02[15]

- Türkei Zweitligameister: 1991/92, 2007/08, 2024/25[16]

Weitere Ligameisterschaften und Aufstiege
- Meister der TFF 2. Lig (3. Liga): 2020/21
- Meister der TFF 3. Lig (4. Liga): 2019/20
- Aufstieg aus der Bölgesel Amatör Lig (5. Liga): 2015/16[17]

Beste Platzierungen in der Süper Lig
- 4. Platz: 1992/93 (Herbstmeister)
- 5. Platz: 1995/96

## Ligazugehörigkeit
1. Liga: 1980–1988, 1992–2003, 2008–2009, 2025–
2. Liga: 1966–1980, 1988–1992, 2003–2008, 2009–2010, 2021–2022, 2023–2025
3. Liga: 2010–2012, 2020–2021, 2022–2023
4. Liga: 2012–2014, 2016–2020
BAL: 2014–2016

## Aktuelle Saison

### Kader
| Nr. | Nat.       | Name            | Geburtsdatum  | im Verein seit | Vertrag bis | vorheriger Verein | 1.Lig-Spiele 1.Lig | 1.Lig-Tore 1.Lig |
| Torhüter                                                                                               | Torhüter   | Torhüter        | Torhüter      | Torhüter       | Torhüter    | Torhüter          | Torhüter           | Torhüter         |
| --- | ---------- | --------------- | ------------- | -------------- | ----------- | ----------------- | ------------------ | ---------------- |
| 1 | Turkei     | Sergen Özsoy    | 15. Jan. 1998 | 2021           | 2026        | Bursaspor         | 55                 | 0                |
| 25 | Turkei     | Ali Kara        | 8. Juli 2003  | 2023           | 2027        | eigene Jugend     | 4                  | 0                |
| Abwehr                                                                                                 |            |                 |               |                |             |                   |                    |                  |
| 3 | Turkei     | Mehmet Yılmaz   | 11. Nov. 1996 | 2022           | 2026        | Samsunspor        | 43                 | 2                |
| 4 | Turkei     | Mustafa Çelik   | 20. Mai 1994  | 2024           | 2027        | Altay             | 18                 | 0                |
| 5 | Ghana      | Kwame Adjei     | 12. Sep. 1997 | 2023           | 2028        | Boluspor          | 29                 | 1                |
| 14 | Turkei     | Emre Toprak     | 15. Apr. 2001 | 2024           | 2029        | eigene Jugend     | 7                  | 0                |
| 16 | Turkei     | Hakan Duran     | 10. Okt. 1995 | 2022           | 2026        | Adana Demirspor   | 33                 | 0                |
| 27 | Turkei     | Ahmet Demir     | 30. März 2004 | 2023           | 2027        | eigene Jugend     | 3                  | 0                |
| Mittelfeld                                                                                             |            |                 |               |                |             |                   |                    |                  |
| 6 | Turkei     | Furkan Kaya     | 21. Aug. 1999 | 2022           | 2026        | Ümraniyespor      | 45                 | 4                |
| 7 | Turkei     | Ali Gül         | 5. Dez. 2000  | 2023           | 2027        | eigene Jugend     | 19                 | 1                |
| 8 | Turkei     | Caner Özkan     | 9. Juni 1996  | 2020           | 2025        | Manisa FK         | 52                 | 5                |
| 10 | Turkei     | Emre Aydın      | 17. Nov. 2001 | 2024           | 2028        | eigene Jugend     | 10                 | 2                |
| 21 | Nigeria    | Chinedu Okonkwo | 23. Feb. 1997 | 2023           | 2027        | Sivasspor         | 21                 | 3                |
| Angriff                                                                                                |            |                 |               |                |             |                   |                    |                  |
| 9 | Turkei     | Mert Yıldırım   | 19. Okt. 2000 | 2022           | 2027        | eigene Jugend     | 44                 | 18               |
| 11 | Frankreich | Yannick Dufour  | 15. März 1998 | 2023           | 2026        | Niort             | 27                 | 6                |
| 17 | Turkei     | Okan Demir      | 21. Mai 2002  | 2023           | 2027        | eigene Jugend     | 14                 | 3                |
| Stand der Spielerstatistiken: 22. Juni 2025 (Saison 2024/25) Letzte Kaderaktualisierung: 22. Juni 2025 |            |                 |               |                |             |                   |                    |                  |

### Zu- und Abgänge 2024/25
| Zugänge                             | Abgänge                                     |
| ----------------------------------- | ------------------------------------------- |
| Yusuf Kara (von Kasımpaşa Istanbul) | Deniz Yılmaz (Vertragsende; Ziel unbekannt) |
| Emir Demir (Leihe von Kayserispor)  | Serkan Arslan (Verkauf an Altay)            |

## Rekordspieler
| Rang                | Name              | Einsätze | Zeitraum  |
| ------------------- | ----------------- | -------- | --------- |
| 01.                 | Osman Çakır       | 295      | 1985–2000 |
| 02.                 | Mirko Mirković    | 255      | 1992–2001 |
| 03.                 | Nuri Çolak        | 239      | 1994–2003 |
| 04.                 | Orhan Görsen      | 230      | 1980–1988 |
| 05.                 | Murat Vatansever  | 226      | 1980–1988 |
| 06.                 | Kaan Dobra        | 222      | 1994–2002 |
| 07.                 | Bülent Baturman   | 170      | 1980–1988 |
| 08.                 | Erhan Altın       | 163      | 1982–1988 |
| 09.                 | Engin Öztonga     | 154      | 1996–2003 |
| 10.                 | Mustafa Çapanoğlu | 153      | 1980–1986 |
| Stand: 1. März 2016 |                   |          |           |

| Rang                | Name              | Tor | Einsätze | Tor/Spiel |
| ------------------- | ----------------- | --- | -------- | --------- |
| 01.                 | Kaan Dobra        | 64  | 222      | 0,29      |
| 02.                 | Saffet Sancaklı   | 53  | 76       | 0,7       |
| 03.                 | Orhan Görsen      | 42  | 230      | 0,18      |
| 04.                 | Serdar Topraktepe | 35  | 117      | 0,3       |
| 05.                 | Senad Ibrić       | 32  | 124      | 0,26      |
| 06.                 | Ergun Kula        | 31  | 64       | 0,48      |
| 07.                 | Faruk Yiğit       | 30  | 137      | 0,22      |
| 08.                 | Sdrawko Lasarow   | 24  | 81       | 0,3       |
| 09.                 | John Moshoeu      | 23  | 76       | 0,3       |
| 10.                 | Ahmet Dursun      | 21  | 71       | 0,3       |
| 10.                 | Mirko Mirković    | 25  | 255      | 0,08      |
| Stand: 1. März 2016 |                   |     |          |           |

## Ehemalige Spieler
Eine Auswahl ehemaliger Spieler, die durch besondere Leistungen, Nationalmannschaftskarrieren oder Verdienste zu den bekanntesten Akteuren in der Geschichte von Kocaelispor zählen.
- Orhan Ak
- Erhan Albayrak
- Altan Aksoy
- Volkan Arslan
- Kwame Ayew
- Uğur Boral
- Capone
- Tarık Daşgün
- Kaan Dobra
- Ziya Doğan
- Ahmet Dursun
- Ceyhun Güray
- Cihan Haspolatlı
- Ahmed Hassan
- Tayfur Havutçu
- Daniel Hoffmann
- Sabin Ilie
- İbrahim Kaş
- Orhan Kaynak
- Umut Kekilli
- Güvenç Kurtar
- Zdravko Lazarow
- Mirko Mirković
- John Moshoeu
- Saffet Sancaklı
- Dumitru Stângaciu
- Bülent Uygun
- Faruk Yiğit

## Ehemalige Trainer
| - Özcan Arkoç (Juli 1983 – Juni 1984) - Norbert Wagner (August 1987 – Januar 1988) - Adnan Dinçer (Juli 1990 – Mai 1991) - Güvenç Kurtar (Juni 1991 – Januar 1994) - Reinhard Saftig (Februar 1994 – Mai 1996) - Mustafa Denizli (Juli 1994 – Oktober 1996) - Hikmet Karaman 1 (Oktober 1996 – Januar 1997) - Holger Osieck (Januar 1997 – Mai 1998) - Güvenç Kurtar (Juni 1998 – August 2000) - Rasim Kara (September 2000 – Dezember 2000) - Mahir Günok 1 (Dezember 2000) | - Hikmet Karaman (Dezember 2000 – Oktober 2002) - Fuat Yaman (Oktober 2005 – März 2006) - Yılmaz Vural (Oktober 2008 – Januar 2009) - Mehmet Altıparmak (Januar 2022 – April 2022) - Fırat Gül (April 2022 – Mai 2023) - Ertuğrul Sağlam (Juli 2023 – Februar 2024) - Mustafa Gürsel (Februar 2024 – Mai 2024) - Ertuğrul Sağlam (Mai 2024 – Dezember 2024) - İsmet Taşdemir (Dezember 2024 – Juni 2025) - Selçuk İnan (Juli 2025-) 1 interimsweise |

## Präsidenten
| - İsmail Kolaylı (1966–1967) - Baki Efe (1968) - Kemal Öztoprak (1968) - Fuat Çelebi (1971) - Erol Köse (1972, 1976, 1977) - Ibrahim Küçükörs (1969, 1977, 1978) - Lütfü Tokoğlu (1978) - Ismail Kalkandelen (1979–1980, 1984–1986) - Hüseyin Kolaylı (1980) - Ömer Gencal (1981–1984) - Turan Sarı (1986) - Necati Gençoğlu (1987) - Mehmet Yalaz (1988) - Yusuf Dayı (1988) - Muharrem Eskiyapan (1988–1989) - Mustafa Turan (1989) | - Güngör Kandemir (1989–1990) - Ismet Kaya (1990–1991) - Sefa Sirmen (1991–2002) - Hikmet Erenkaya (2002–2004) - Ibrahim Saral (2004–2006) - Cemal Derya (2006) - Mustafa Ekşi (2006–2007) - Serkan Gürkan (2007–2009) - Osman Nuri Yaman (2009–2009) - Muammer Çelik (2009–2010) - Serkan Toprakoğlu (2010–2011) - Orhan Görsen (2011–2012) - Nebil Uzun (2012–2014) - Bahri Yavuz (2014–2015) - Recep Durul (2015–*) |